# Chrysoclystis perornata
Chrysoclystis perornata là một loài bướm đêm trong họ Geometridae.